# Imbonerakure
Imbonerakure, às vezes chamado de CNDD-FDD Jeunesse, é um movimento político juvenil no Burundi, afiliado ao Conselho Nacional para a Defesa da Democracia – Forças para a Defesa da Democracia (CNDD-FDD).  O movimento foi criado por volta do ano de 2010. Imbonerakure significa literalmente em kirundi "aqueles que vêem longe".

## Caracterização como milícia do regime
O movimento é regularmente equiparado por observadores independentes a uma milícia sob as ordens do presidente Pierre Nkurunziza, particularmente desde o início da crise política do Burundi em 2015. Muitas evidências mostram a proximidade do movimento à polícia e ao Service national de renseignement (SNR, serviço nacional de inteligência) para rastrear e assediar oponentes políticos.  
Em 2015, Zeid Ra'ad Zeid Al-Hussein, do Alto Comissariado das Nações Unidas para os Direitos Humanos, usou a palavra "milícia" para caracterizar o Imbonerakure, acusação que foi rejeitada pela voz de seu presidente Denis Karera.  A questão do suposto armamento do Imbonerakure pelo regime é uma das razões para a comparação do movimento com uma milícia. 
Em fevereiro de 2016, os Imbonerakure foram diretamente acusados pela Human Rights Watch como responsáveis por prisões arbitrárias, violência, tortura e assassinatos no Burundi. 